# Phyllanthus rheophilus
Phyllanthus rheophilus là một loài thực vật có hoa trong họ Diệp hạ châu. Loài này được Airy Shaw miêu tả khoa học đầu tiên năm 1966.